# Burg Marmels
Die Ruine der Burg Marmels ⓘ liegt bei Marmorera auf dem Gemeindegebiet von Surses im schweizerischen Kanton Graubünden.

## Lage und Zugang
Die spärlichen Überreste der einstigen Grottenburg Marmels liegen auf 1710 m ü. M. unter einem mächtigen Felsvorsprung auf zwei Felsstufen hoch oberhalb des Staudammes von Marmorera. Der Zugang erfolgt über den Staudamm, bei den beiden Ökonomiegebäuden über die Grünfläche hoch und am Ende der Grünfläche links in den Wald, wo man am Fuss der Felswand über einen steilen schmalen Pfad zur Ruine gelangt. An einigen Metallringen in der Mauer könnte ein Sicherungsseil angebracht werden. Der Zugang ist nicht ungefährlich und nur für geübte Berggänger zu empfehlen. Bei nassem Boden ist wegen Rutschgefahr von einer Ersteigung dringend abzuraten.
Auch wenn zu früheren Zeiten dieser halsbrecherische Pfad durch Stufen oder ein Geländer besser gesichert gewesen sein mag, muss er trotzdem äusserst beschwerlich gewesen sein, vor allem im Winter, wenn Schnee und Eis den Zugang behinderten.

## Anlage

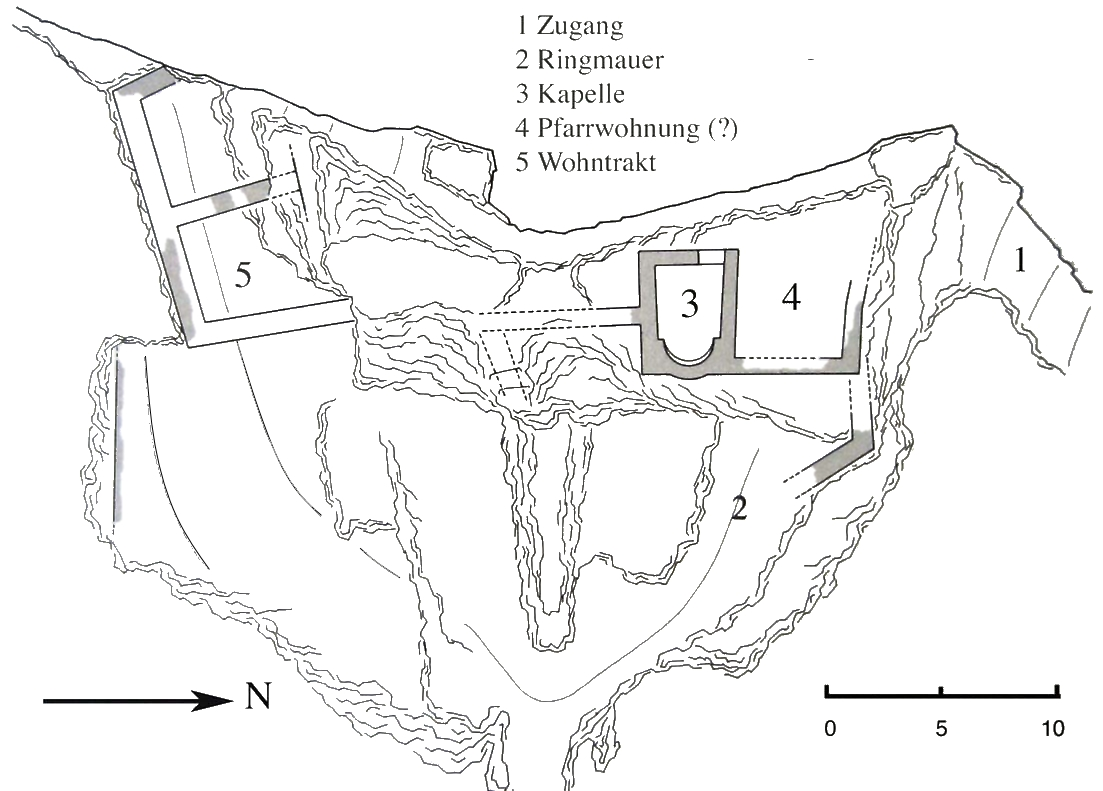
Lageplan

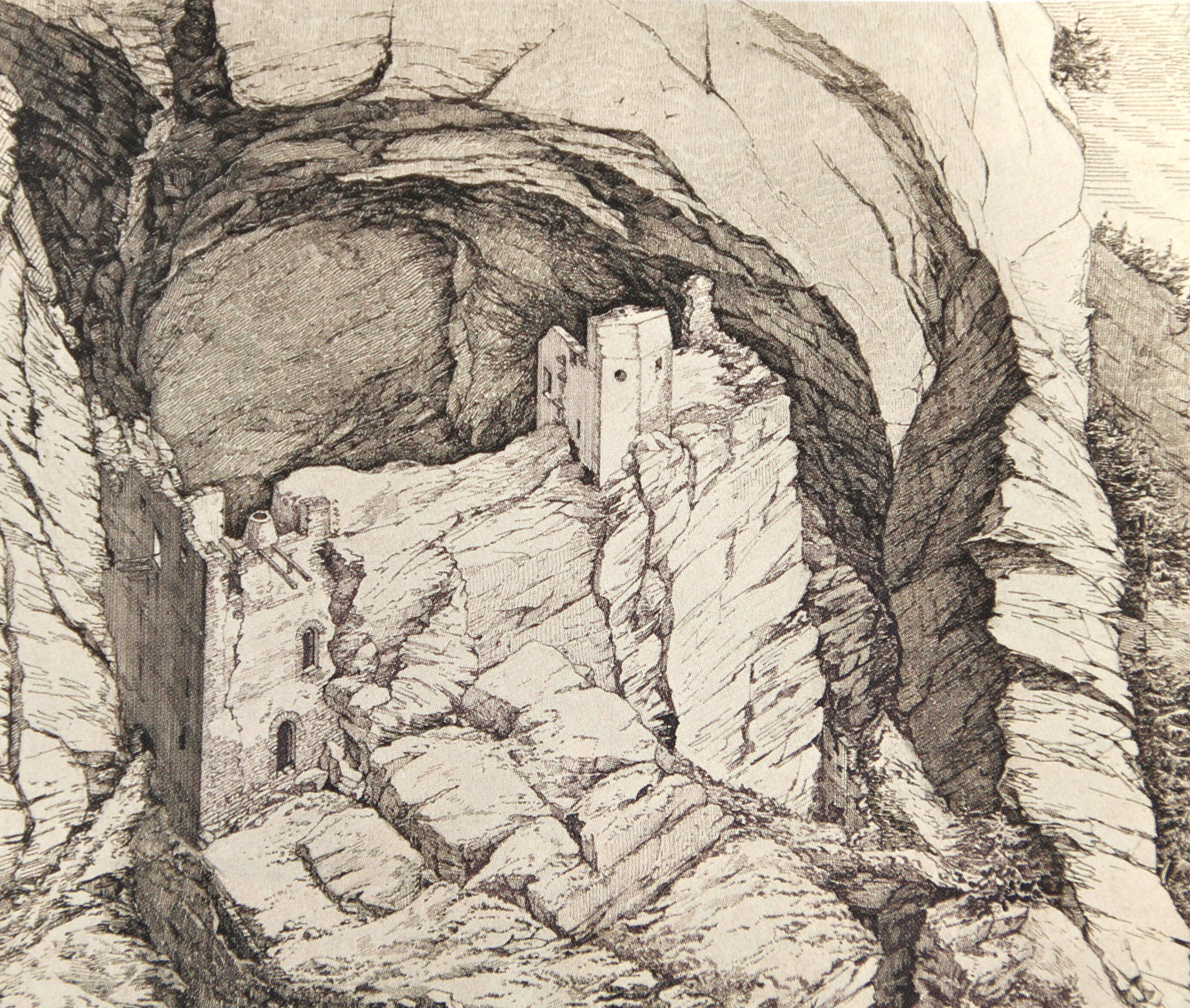
Zeichnung von Rudolf Rahn von 1893

Auf der untersten Geländestufe haben sich ein paar Reste einer der Felskante folgenden Beringmauer erhalten. Eine Art Torhaus diente als Wirtschaftsgebäude und Schmiede. Der viergeschossige sicher 15 Meter hohe rechteckige Palas lag auf der südlichen Terrasse und war an den Fels gelehnt, wie auf einer Zeichnung von 1893 gut zu erkennen ist. Von ihm sind nur noch Trümmer sichtbar. Gemäss der Zeichnung führten ein Tor und eine rundbogige Türen ins Erdgeschoss sowie eine weitere in den ersten Stock.
Über einen allfälligen Überbau aus Holz und die Form des Daches ist nichts bekannt. In der Südwand führte eine Tür im vierten Geschoss auf eine Laube.
Über einen steilen Pfad längs der Rückwand der Höhle gelangte man auf die oberste Stufe der Anlage. Wie aus ausgemeisselten Fundamentlagern zu schliessen ist, müssen auf dieser Terrasse noch andere Gebäude gestanden haben, doch lässt sich heute nichts Genaues mehr über ihre Art sagen.
Die zweigeschossige Kapelle hingegen steht noch aufrecht. Mit ihrem hellen Verputz hebt sie sich deutlich von der Felswand ab und ist von weither sichtbar. Die halbrunde Apsis ist in die talseitige Ostmauer eingebaut. Ein Glattverputz hat sich gut erhalten. Beide Geschosse konnten von der bergseitigen Westseite her betreten werden. Nicht geklärt ist unter anderem die Frage der Trinkwasserversorgung.
Auf einem kleinen Plateau im Norden der Kirche fanden sich Reste eines später errichteten Gebäudes; es könnte sich um die Wohnung des Pfarrers gehandelt haben.
Auf dem nördlichen Vorgelände etwas oberhalb des Sees lassen sich auf einer Wiesenzone Spuren eines weitläufigen Pferchs und eines kleinen Gebäudes erkennen. Es wird sich um die Überreste eines kleinen landwirtschaftlichen Betriebs handeln, der die Bewohner der Burg mit Lebensmitteln versorgte.
Zu Beginn des 14. Jahrhunderts gab es auf dem oberen Plateau und vermutlich auch auf dem unteren Plateau mit dem Torgebäude einen Brand, auf beiden Plätzen liegt eine dicke Brandschicht. Denkbar ist, dass später nur noch die dazwischen liegenden Teile der Anlage genutzt wurden.

## Geschichte
Aufgrund der Ausgrabungen von 1987/88 schliesst Ursina Jecklin-Tischhauser, Mitarbeiterin beim Archäologischen Dienst des Kantons Graubünden, auf eine Erbauungszeit zwischen 1135 und 1141. Der Grundriss der Kapelle kommt in Rätien bereits zu karolingischer Zeit vor, dürfte aber noch bis ins frühe 12. Jahrhundert angewendet worden sein. Der massive Bau sollte die Präsenz der Herren von Marmels repräsentieren, die die Pässe Julier und Septimer kontrollierten.
Die Herren von Marmels werden 1160 als Ministeriale der Freiherren von Tarasp aus dem Unterengadin erstmals urkundlich erwähnt. Durch ein Geschenk von Ulrich III von Tarasp wurde Andreas von Marmels, der die halbe Burg Tarasp zu Lehen trug, Ministeriale des Churer Bischofs. Die von Marmels hatten jedoch ihre Stammburg stets als Eigengut inne. Im Dienst des Bischofs konnten die von Marmels Besitz und Macht ausbauen und wurden eines der angesehensten Geschlechter Rätiens. Im Oberhalbstein hatten sie neben ihrem Eigengut Marmels und der Burg Spliatsch als Vögte auch die Herrschaft Riom inne. Als Landvögte amteten sie in verschiedenen bischöflichen Herrschaften. Die Burg selbst wird 1192 erstmals erwähnt, als Andreas von Marmels (oder sein gleichnamiger Sohn) den Kardinallegaten Cintius, der nach Italien unterwegs war, auf Geheiss des Kaisers gefangen nahm und ihn auf Marmels gefangen hielt.
Der bedeutendste Vertreter des Geschlechts, Conradin von Marmels († 1518), hatte die beiden selbstständigen Herrschaften Haldenstein und Rhäzüns inne. Im Schwabenkrieg von 1499 übernahm er das Kommando über die Bündner Truppen, wurde dann aber wegen seiner österreichfreundlichen Gesinnung abgesetzt und in seinem Schloss Rhäzüns sequestriert. Sein älterer Sohn Johannes erbte von ihm die Herrschaft Rhäzüns und erwarb später auch Neu-Aspermont. Der jüngere Sohn Rudolf erhielt die Burg Haldenstein, wurde Bürgermeister von Chur und später erster Landeshauptmann im Veltlin.
Die Burg Marmels blieb im Lauf ihrer Geschichte immer im Besitz derselben Familie, was eher eine Ausnahme darstellte. 1550 erscheint sie letztmals in den Urkunden. Conradins Sohn Rudolf verkaufte die Burg zusammen mit dem Turm von Tinizong und der Burg Spliatsch an seinen Neffen Hans, der allerdings mit der Bezahlung der Kaufsumme in Rückstand geriet, weshalb Rudolf Marmels als Pfand zurückbehielt. Die Anlage scheint damals noch in gutem und bewohnbarem Zustand gewesen zu sein.
Die Burg wurde vermutlich Ende des 14. oder zu Beginn des 15. Jahrhunderts aufgelassen; jüngere Funde gibt es nicht. 1620 wird die Anlage auch in den Quellen als Ruine bezeichnet. Als Johann Rudolf Rahn 1893 die Anlage zeichnete, stand der Palas noch vier Stockwerke hoch. Gemäss mündlicher Überlieferung ist er während eines Erdbebens am Weihnachtsabend 1905 eingestürzt.
Das Geschlecht der von Marmels ist nicht wie die meisten anderen alten rätischen Adelsgeschlechter ausgestorben: Die Nachfolger der Herren von Marmels heissen heute Demarmels.

## Ausgrabungen 1987/88

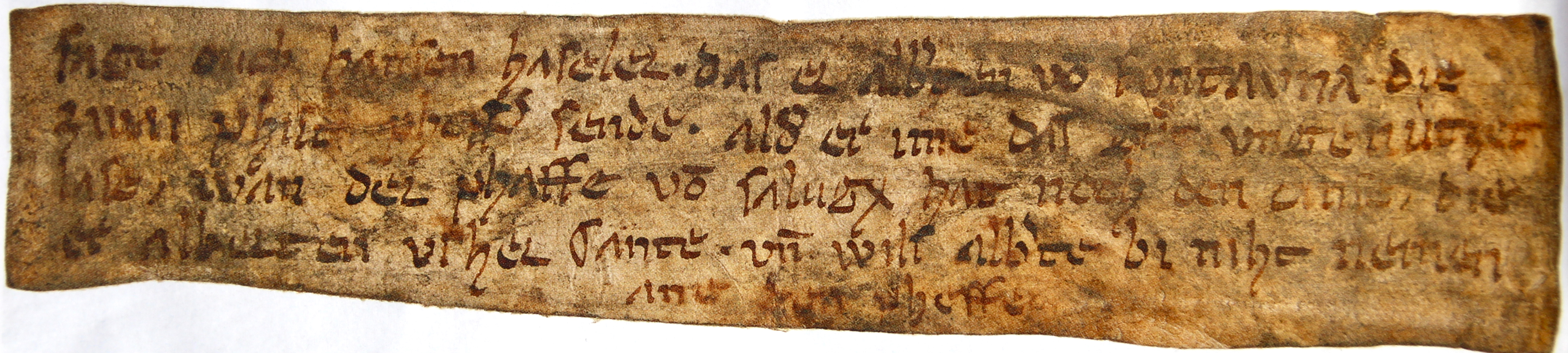
Pergamentzettelchen

1987/88 wurden in einer trockenen Felsspalte hinter der rückwärtigen Mauer der Burgkapelle mehr als 21'000 Tierknochen, 18'000 Pflanzenreste, zahlreiche Holzstücke, Leder-, Seil- und Pergamentreste, Metallgegenstände, Waffen, Kämme und Gefässe gefunden. Der hervorragende Zustand der Funde ist dem wüstenähnlichen Klima in der staubtrockenen Felsspalte zu verdanken, in die kaum je ein Tropfen Wasser gelangt.
Neben den erwähnten Gegenständen wurde ein mit dunkler Tinte beschriebenes kleines Pergamentstück gefunden. Das Schriftbild weist in die erste Hälfte des 14. Jahrhunderts. Der Text enthält die Aufforderung, einen rückständigen Zins einzufordern. Aussteller und Adressat werden nicht genannt. Das Pergament, das wohl weggeworfen worden war, ist ein seltenes Beispiel eines Schriftstücks von kurzfristiger Bedeutung sowie ein Hinweis auf den Gebrauch des Deutschen in Rätien. Die Abschrift lautet:
Sage ouch Hansen Haseler, das er Alberten von Fontana die zwai phunt pheffer sende, alder er ime das gut ungenutzet lase, wan der phaffe von Salugx [Salouf] hat noch den cinse, die der Alberten vseher sante, vnd wils Alberte bi niht nemen an den pheffer.

## Galerie

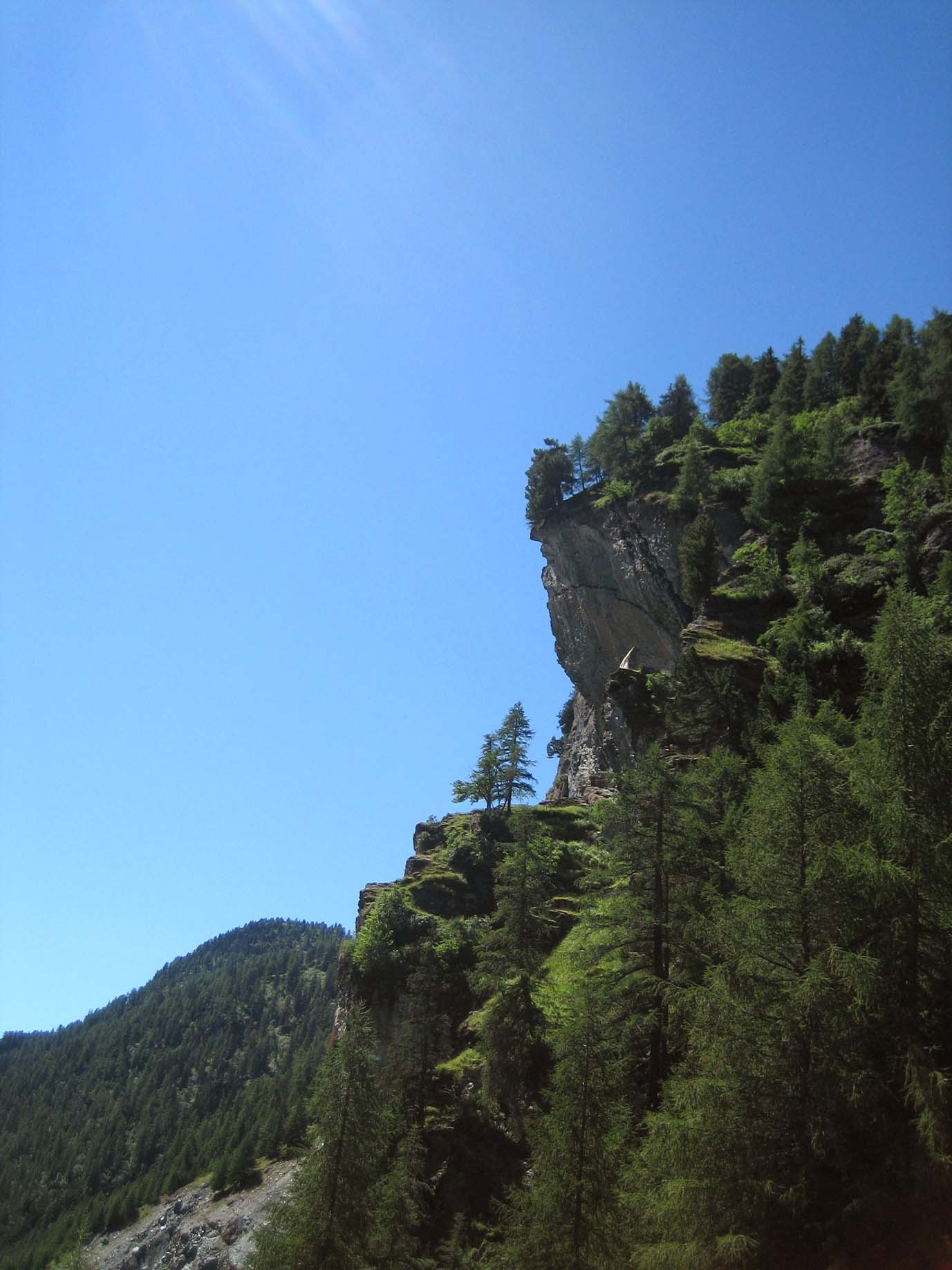
Lage der Terrasse
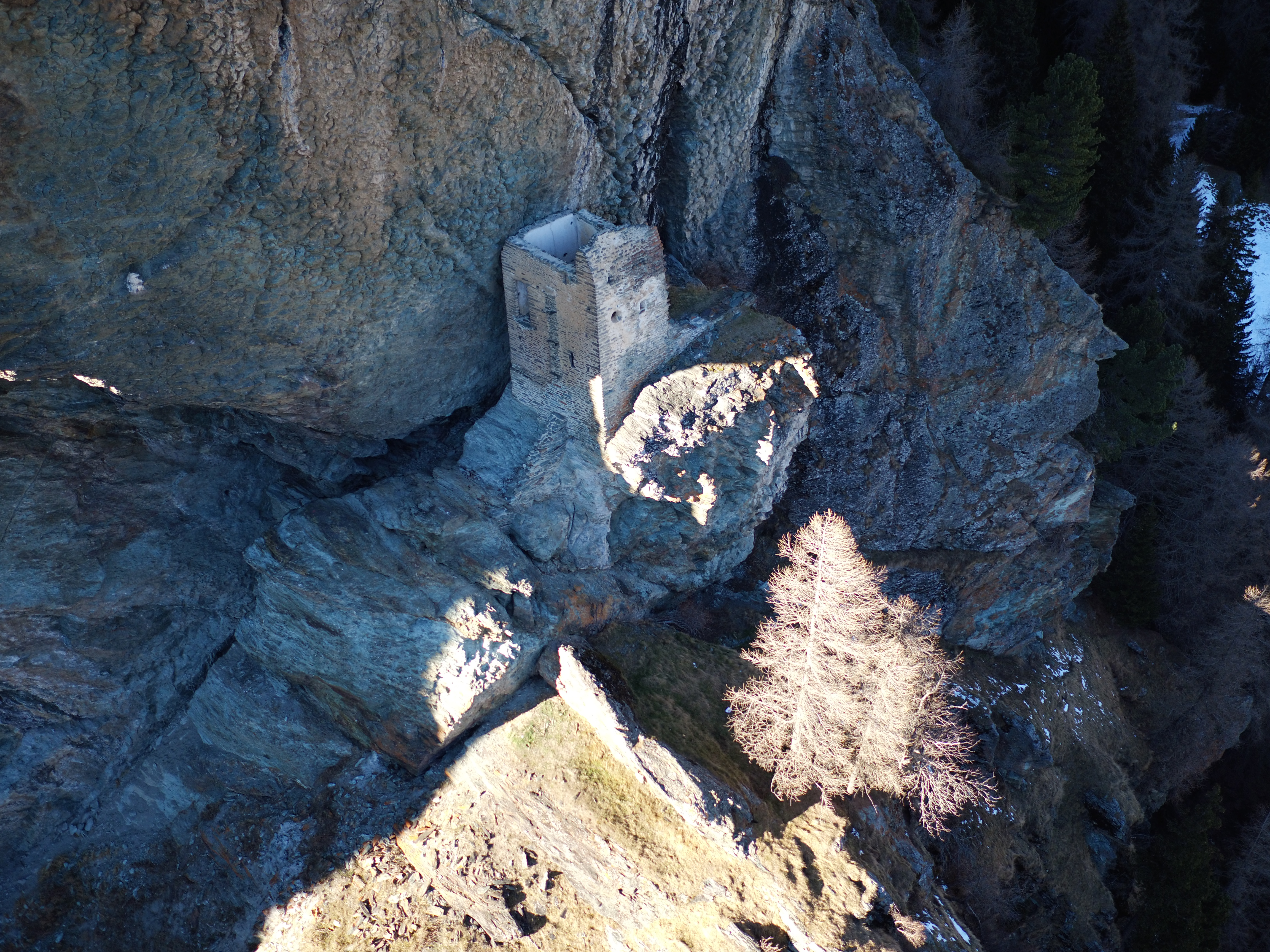
Flugaufnahme der Burg Marmels
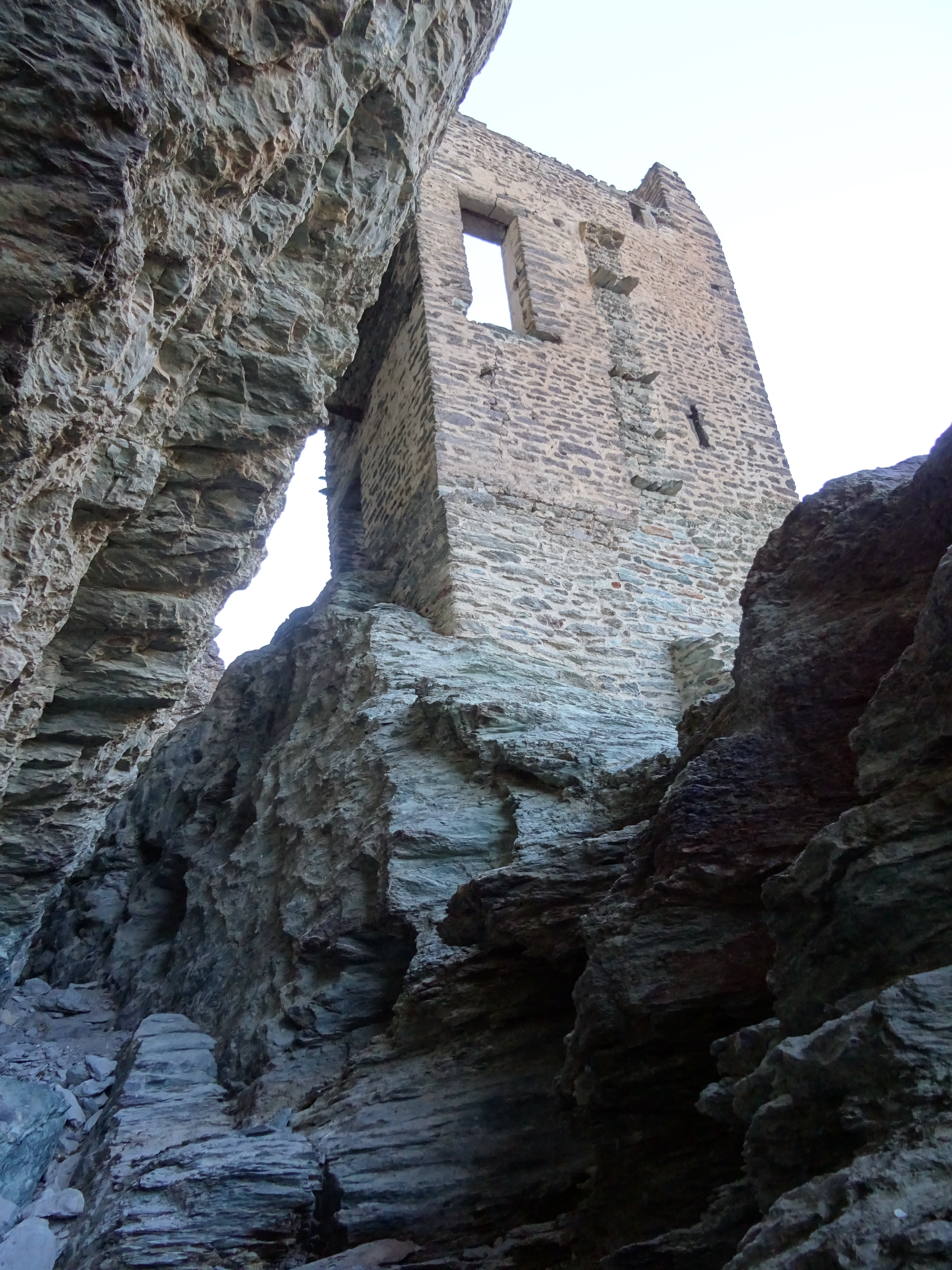
Die Kapelle von Süden und die trockene Felsspalte, in der 1987/88 die Ausgrabungen stattgefunden haben
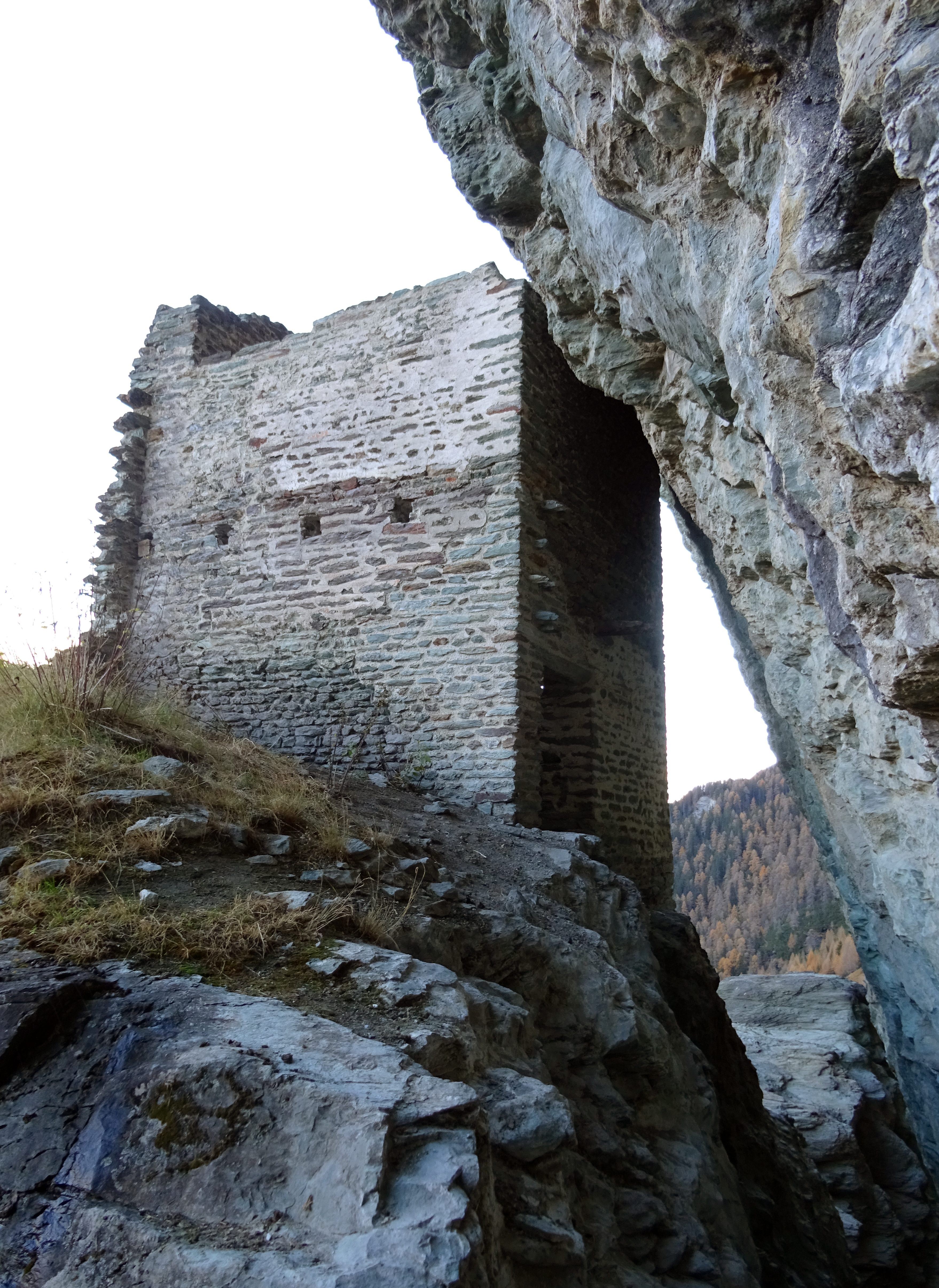
Die Kapelle von Norden
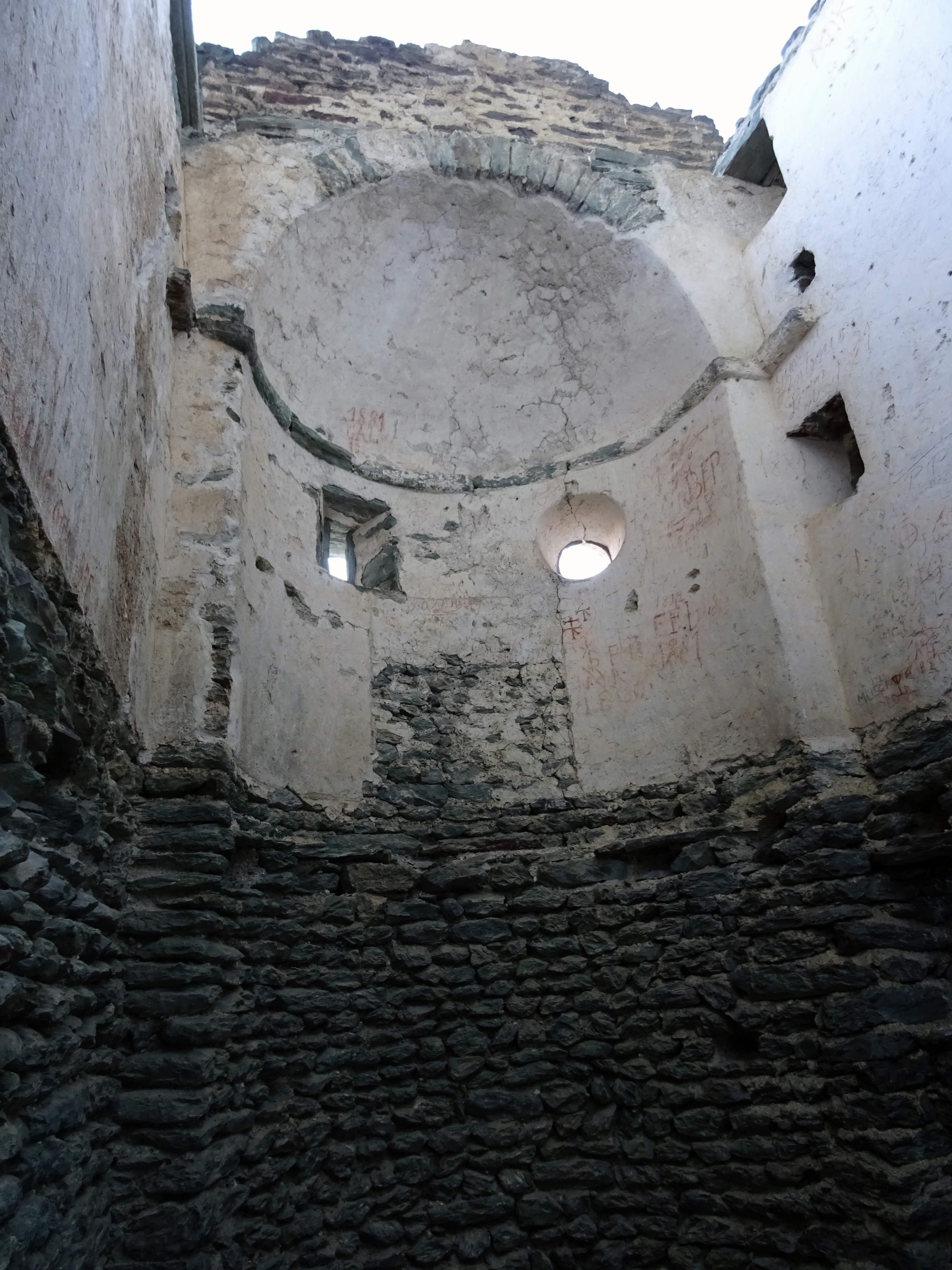
Das Innere der Kapelle
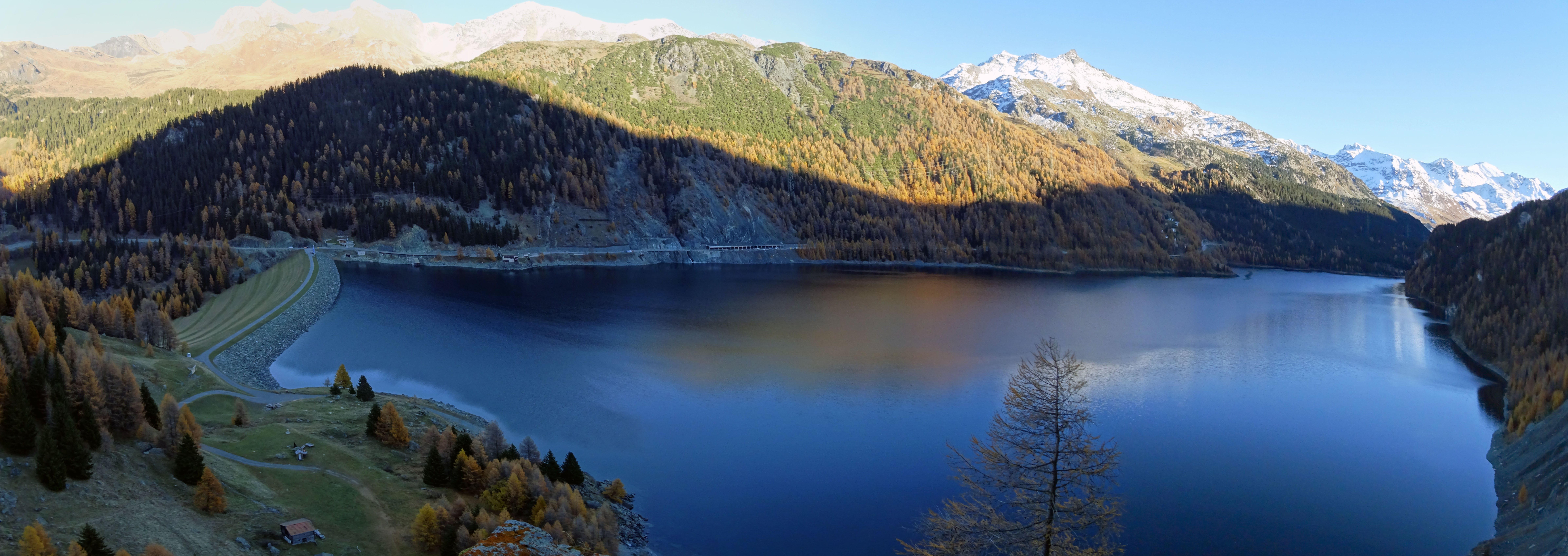
Aussicht von der Burg Marmels
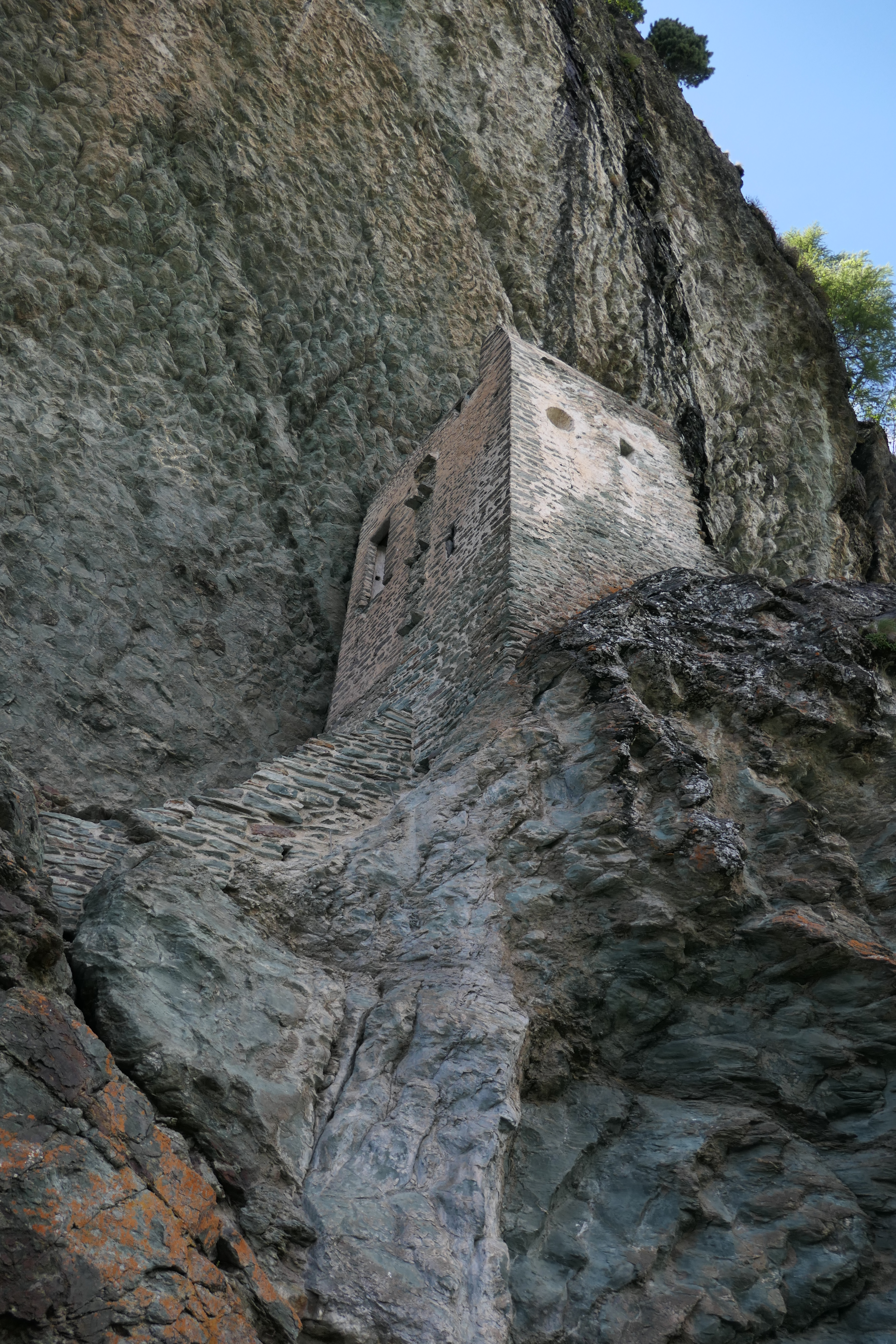
Die Kapelle von Osten